# VDL stud
Le VDL stud est un haras néerlandais mondialement connu pour la reproduction des chevaux de saut d'obstacles, situé à Bears près de Leeuwarden, et géré par la famille van de Lageweg.

## Histoire
Le haras est créé par Wiepke van de Lageweg (qui lui a donné son nom à partir des initiales de son nom de famille : VDL), après son premier achat d'un cheval en 1972. En 1974, il découvre Nimmerdor. En quarante-cinq ans, ce haras familial prend une dimension internationale.
Depuis 2016, VDL collabore avec le cavalier Marlon Módolo Zanotelli. En 2017, il parvient à faire approuver quatre de ses chevaux comme étalons au stud-book KWPN.
En avril 2021, il organise des journées portes ouvertes. Le jeudi 3 mars 2022, des chevaux de VDL sont vendus aux enchères à l’International Arena de Wellington. En mai 2023, le VDL stud présente ses 4 nouveaux étalons approuvés KWPN : Boston, Toledo, Parker Merelsnest et Portorico.

## Aménagements
Ce haras est installé sur des terres très vastes, verdoyantes et plates.
Il a la particularité de ne pas avoir de clôtures, les pâturages étant séparés par des 
wateringues, des tranchées remplies d'eau typiques de cette région des Pays-Bas.
Il accueille en permanence environ 800 chevaux.
Les installations sont peu ostentatoires et assez modestes au regard de la valeur des chevaux qui y sont élevés.

## Chevaux célèbres

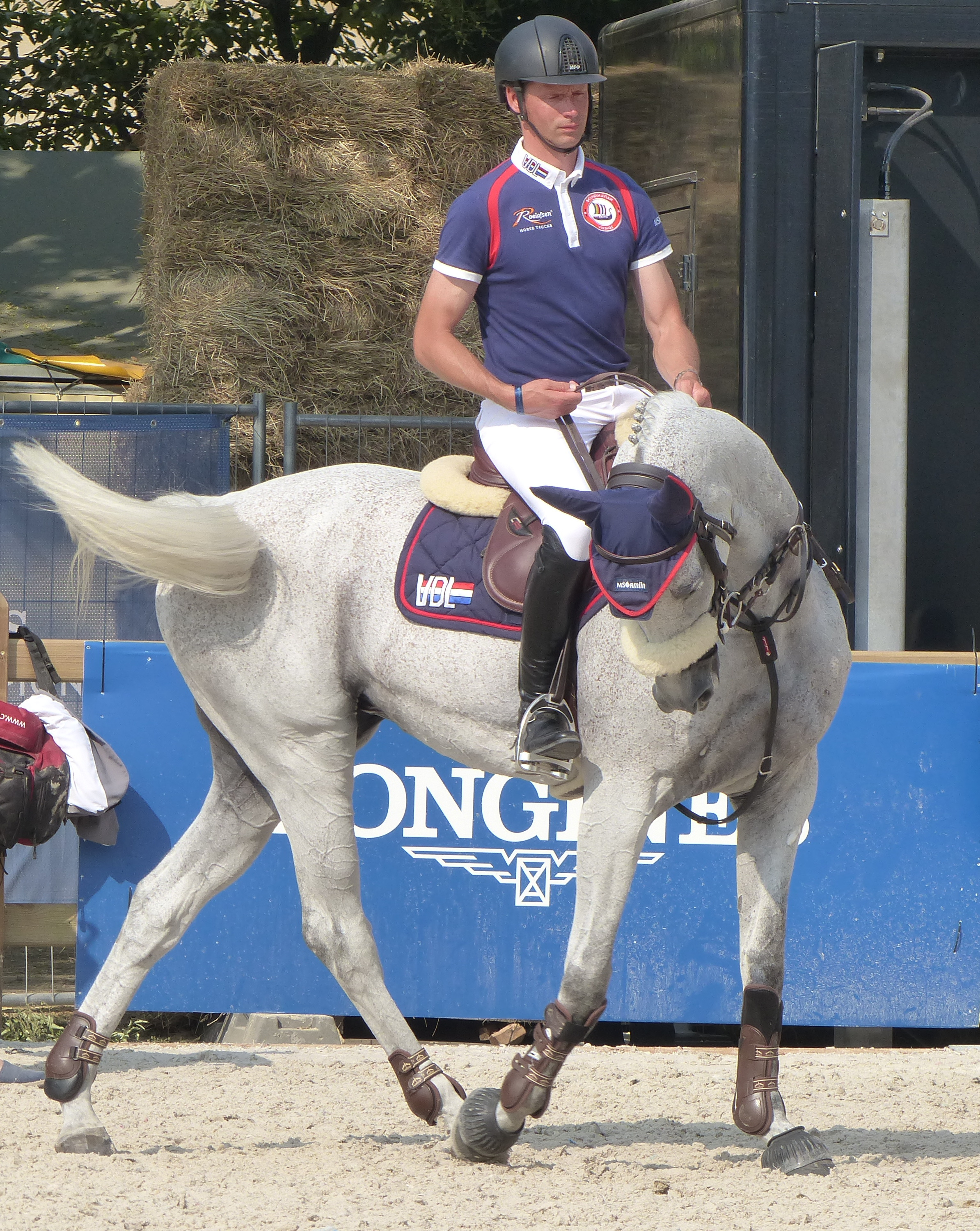
La jument VDL Groep Beauty montée par Leopold van Asten au Paris Eiffel Jumping de 2018.

Le VDL stud est l'un des plus célèbres élevages de chevaux de saut d'obstacles. C'est le lieu de découverte du très célèbre Nimmerdor, et le lieu de naissance de Cardento, Jus de Pomme, Bubalu, Orestus et Zirocco Blue.
Le VDL stud est partenaire du haras de Gravelotte en France, qui distribue ses étalons.